# Albert Puissant
Albert Joseph Puissant (Merbes-le-Château, 14 augustus 1837 – Brussel, 24 augustus 1920) was een Belgisch volksvertegenwoordiger.

## Biografie
Albert Puissant was een zoon van de burgemeester en handelaar Romain Puissant (1796-1872) en Joséphine Pecher (1804-1881), een tante van Édouard Pecher en Jules Pecher. Hij trouwde met Fanny Quinet (1836-1892). Ze kregen drie dochters. Ze waren de schoonouders van Armand Anspach, advocaat en volksvertegenwoordiger.
In zijn geboortedorp werd hij industrieel:
- suikerfabrikant als bestuurder van de Sucrerie de Feluy-Arquennes en de Sucrerie de Labuissière,
- uitbater van steengroeven, als bestuurder (later voorzitter) van de Société anonyme de Merbes-le-Château en Carrières de Grès de Poulseur.

Hij was ook voorzitter van de raad van bestuur van Charbonnages de Bascoup.
Na provincieraadslid van Henegouwen te zijn geweest (1864-1870) werd hij gemeenteraadslid van Merbes-le-Château van 1874 tot 1913 en was er schepen (1874-1878) en burgemeester (1879-1891).
In 1870 werd hij liberaal volksvertegenwoordiger voor het arrondissement Thuin en vervulde dit mandaat tot hij in 1886 werd opgevolgd door zijn schoonzoon.